# هالونگن
هالونگن (به آلمانی: Hallungen) یک شهر در آلمان است که در وارتبورگکرایس واقع شده‌است. هالونگن ۲۴۳ نفر جمعیت دارد.